# Rungholt
Rungholt fue una próspera ciudad y puerto ubicada en la costa de Frisia Septentrional, en el norte de Alemania. En la noche del 15 de enero de 1362, la ciudad y sus habitantes desaparecieron repentinamente debido a una devastadora inundación. Hoy en día, Rungholt se ha convertido en una legendaria ciudad perdida y su historia ha sido objeto de fascinación y especulación a lo largo de los siglos.

## Historia
Durante la Edad Media, Rungholt se destacó como uno de los centros comerciales más importantes de la región. Situada en una isla en el mar del Norte, la ciudad era un puerto vital para el comercio marítimo y atrajo a comerciantes de diferentes partes de Europa. La ubicación estratégica de Rungholt en la desembocadura del río Eider contribuyó a su próspero crecimiento económico.
Sin embargo, el 15 de enero de 1362, la ciudad fue testigo de un trágico suceso. Una combinación de tormenta, marea alta y una inundación catastrófica conocida como la "Gran Inundación de San Marcelo" engulló la ciudad y sumergió sus edificios bajo las aguas. Según los registros históricos, la inundación fue tan rápida e intensa que los habitantes de Rungholt no tuvieron tiempo de escapar ni de rescatar sus pertenencias.

## Consecuencias y legado
La desaparición de Rungholt fue un duro golpe para la región. La ciudad era un importante centro comercial y su desaparición afectó negativamente a la economía local. A lo largo de los siglos, la historia de Rungholt se convirtió en una leyenda y se transmitió de generación en generación.
Durante el siglo XX, los avances en la tecnología permitieron la exploración arqueológica submarina en la zona donde se encontraba Rungholt. En la década de 1920, se realizaron excavaciones submarinas que revelaron los restos de la ciudad perdida. Los arqueólogos descubrieron los cimientos de edificios, calles y otros vestigios que confirmaban la existencia de Rungholt.
Las leyendas y mitos que rodean a Rungholt también han dejado su huella en la cultura popular. La ciudad perdida ha sido mencionada en poemas, canciones y obras literarias. Además, se ha utilizado como inspiración en películas y otras formas de expresión artística.